# Corydoras osteocarus
Corydoras osteocarus es una especie de pez de la familia Callichthyidae en el orden de los Siluriformes.

## Morfología
• Los machos pueden llegar alcanzar los 4 cm de longitud total.

## Distribución geográfica
Se encuentran en Sudamérica: río Orinoco y ríos costeros de Surinam.